# Zikkurat

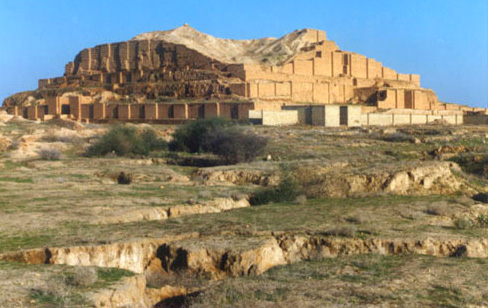
Ál-Untas-Napirisa (mai nevén Csogá Zanbil), amit az iráni Szúsza városa közelében a Kr. e. 13. században építtetett Untas-Napirisa elámi király, egyike a legjobb állapotban fennmaradt zikkuratoknak.

A zikkurat vagy zikkuratu, magyarul toronytemplom vagy lépcsős templom sajátos mezopotámiai templomforma, ahol több egymásra rakott, egyre kisebbedő terasz tetején áll a tulajdonképpeni szentély, vagy szűkebb értelemben vett templom. A zikkurat akkád szó, etimológiájára az akkád zakaru „kimagaslik, magasra (épít)” igét is javasolták, de valószínűleg inkább az első és legfontosabb zikkurat, a Sumerben központi szerepet játszó nippuri Enlil-szentélykörzet nevéből – Ékur (sumer: E2.KUR „a hegy háza”) – akkád átvételéről van szó. A zikkurat formájában és funkciójában rokona a maja piramisoknak, amelyek szintén templomok, nem úgy, mint az egyiptomi piramisok, amelyek sírok.

## Előzménye
A sumer közösségek lakhelyén általában a templomok voltak a leginkább szembetűnő épületek. Eleinte igen szerény méretek jellemezték őket: egyszobás négyszögépületek voltak, s vályogtéglából készültek, akár a sumerek lakóházai. Viszont rendszerint valamiféle alapzatra építették a templomot, s így az épület kiemelkedett környezetéből. Idővel, ahogy a közösségek gazdagodtak és lélekszámuk is megnőtt, a templomok is egyre nagyobbak lettek, s egyre merészebben törtek az ég felé lépcsős formájukkal.
A zikkuratok a templomok időről időre történő újjáépítései során alakultak ki. Amikor a templom falai ledőltek, vagy azért, mert nagyon régen épült a templom, vagy valami baleset következtében, mindig a templomrom szolgált az új építmény alapzatául. Ez a renoválási munka évszázadokon át folyt, s ahogy mindig új épületet emeltek az előző romjaira, a templomok alatti terasz egyre magasabb lett, amire egyre hosszabb lépcső vezetett fel. Idővel azután a sumer építészek ezt a lépcsős formát tették meg templomterveik alapformájául, s egyre nagyobb, egyre impozánsabb építmények emelkedtek a sumer síkság fölé.

## A valódi zikkuratok
Hét, esetleg kilenc egyenetlenül csökkenő szintből álló toronyépületek voltak, amelyen az első emelet – rendszerint a torony dereka – kétoldalt lépcsőfeljárón közelíthető meg. Az emeletek mindegyike más-más színűre volt festve. Csupán a legfelső részt képezték ki szobává, itt őrizték az istenség szobrát, itt folytak le az évenként megismételt szertartások, s minden bizonnyal ez szolgált a zikkurat tetején folytatott csillagászati megfigyelések helyszínéül is.
Ezeknek a hatalmas zikkuratoknak a belső tere is rendkívül impozáns volt. A sumer művészek a templomtermek falait díszítő freskókon és remekbe készült szobrok formájában ábrázolták honfitársaikat. Az ábrázolt jelenetekben a legtöbb férfi hosszú, göndör szakállt és középen elválasztott, hosszú hajat visel; felsőtestük gyakran mezítelen, egyetlen ruhadarabjuk szorosan a derekuk köré van csavarva. A nők copfba fonva és a copfot a fejük tetején körbetekerve viselik hajukat; testre simuló ruhájuk van, amelyet a vállnál kötnek meg, s amely a jobb kar kivételével egész testüket fedi.
Az első valódi zikkuratokat a III. uri dinasztia alapítója, Ur-Nammu építtette Nippurban, Urban, Urukban és Eriduban. 
A leghíresebb zikkurat a babilóni Étemenanki, azaz „az ég és a föld alapjának temploma”. Ez az i. e. 2. évezred elején készült, s az ókori írók által említett i. e. 6. századi újjáépítése kapott legendás hírt, egyes kutatók szerint ugyanis ehhez fűződik a Bibliából ismert „Bábel tornya” történet. Ez a zikkurat eredetileg Marduk kultuszhelye volt.

## Zikkurat forma a modern építészetben
A zikkurat forma a modern építészeket is többször megihlette. A Kelet-Angliai Egyetem (Norwich, Egyesült Királyság) kollégiuma, és a California Department of General Services West-Sacramento, Kalifornia) mellett említésre méltó a Nemzeti Színház és a Művészetek Palotája szomszédságában Budapesten, a Ferencvárosban található Zikkurat Galéria.

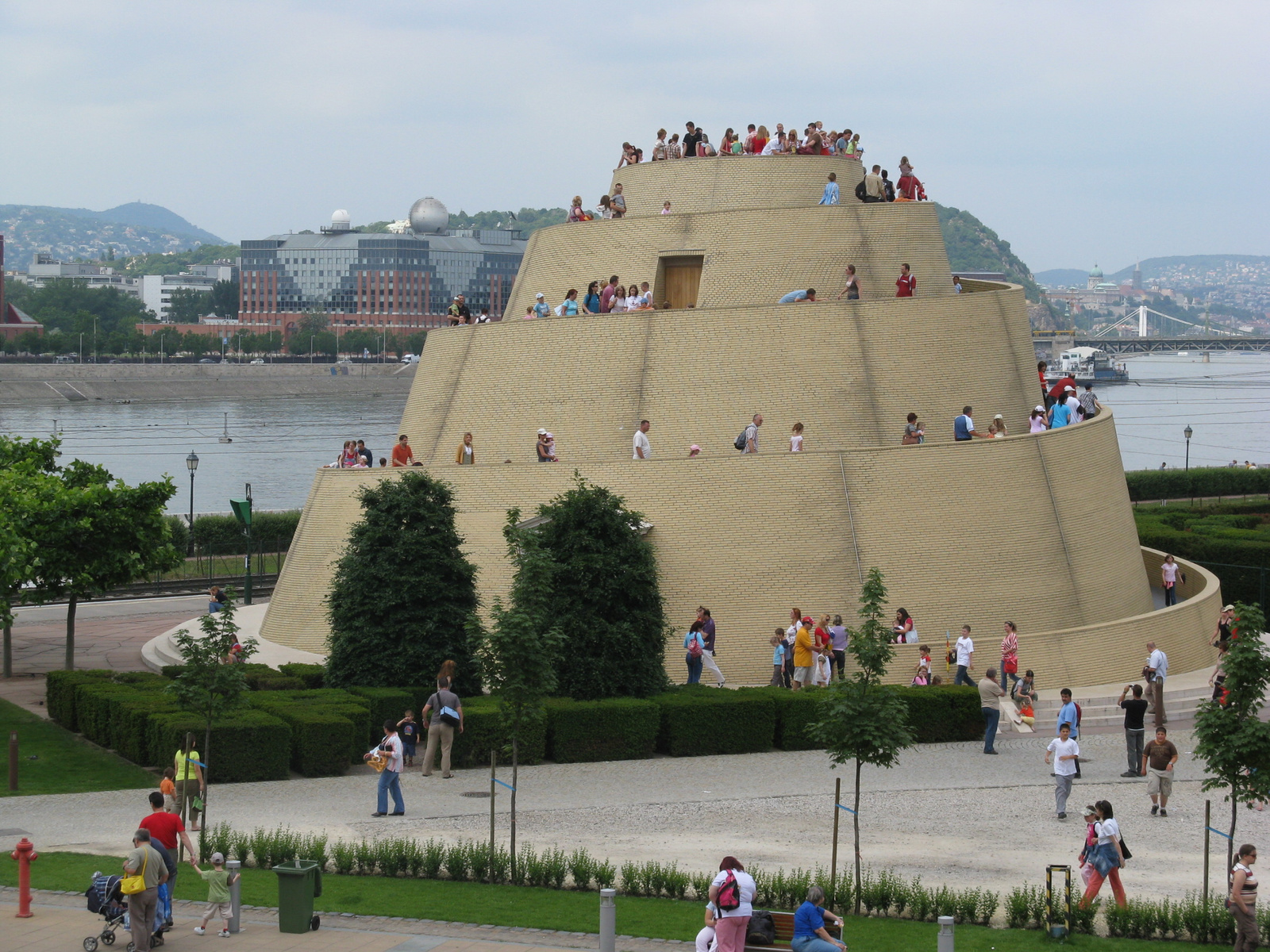
Zikkurat Budapesten
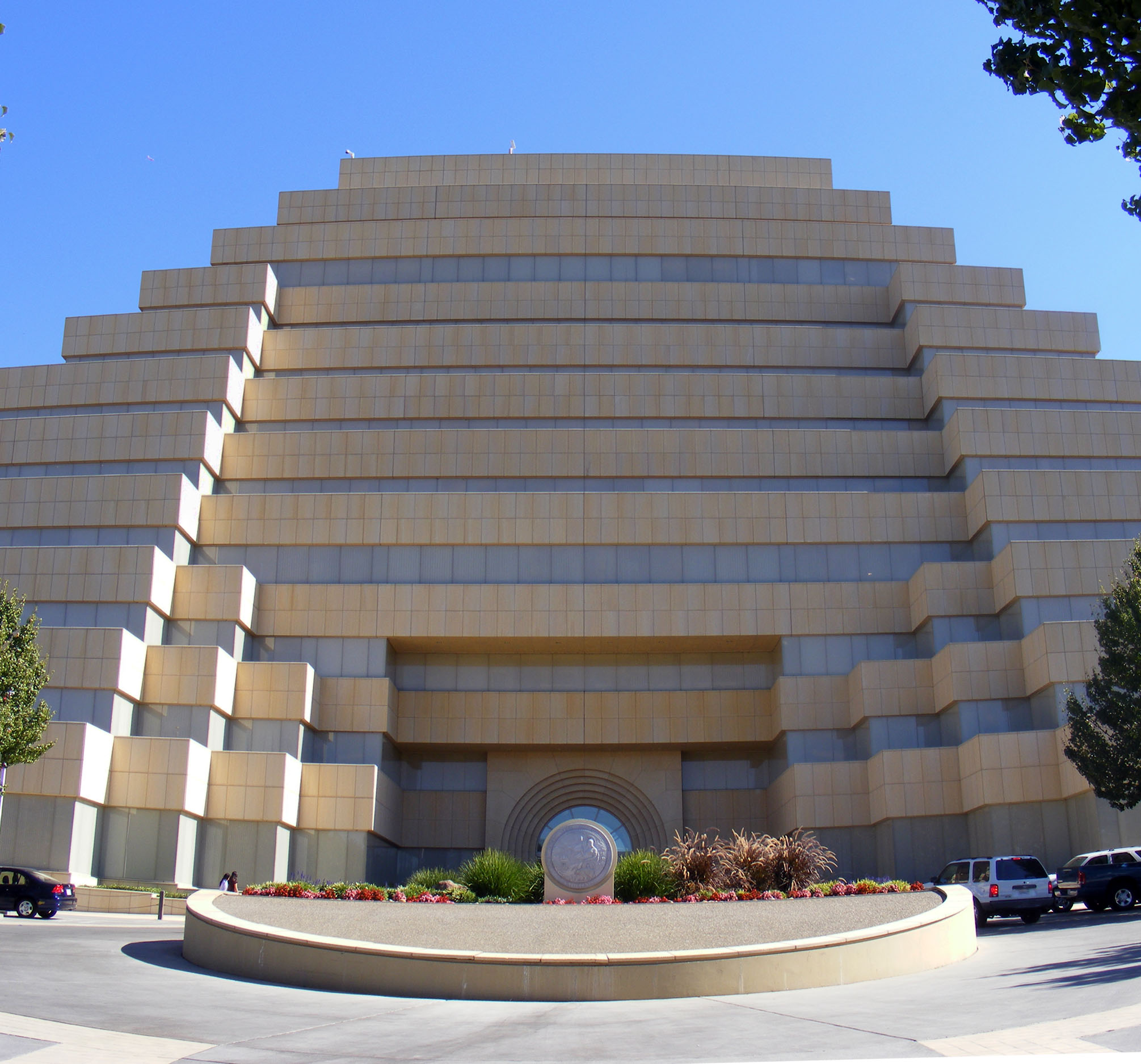
A California Department of General Services épülete, West-Sacramento, CA
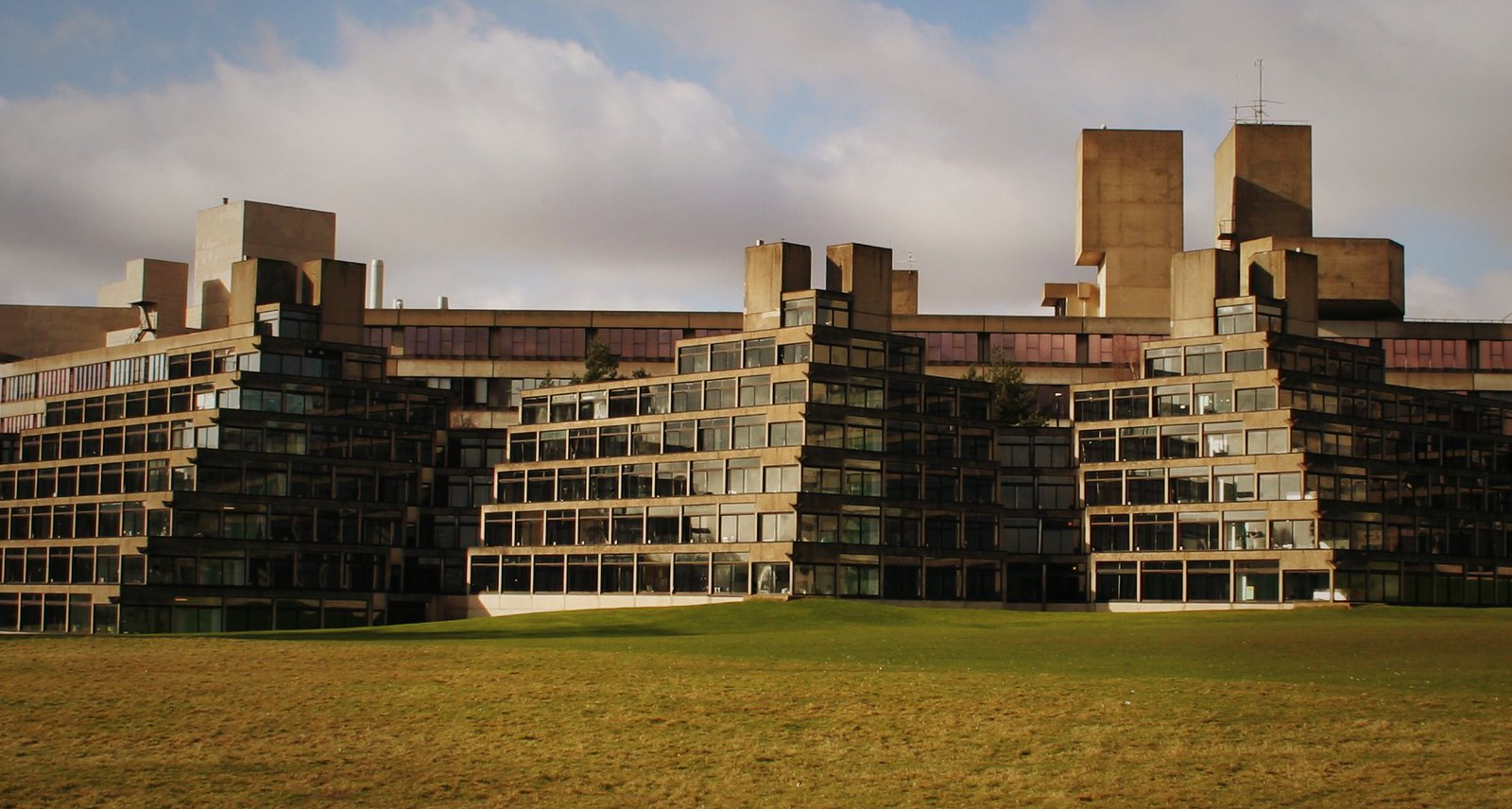
A Kelet-Angliai Egyetem kollégiuma, Norwich, Egyesült Királyság)
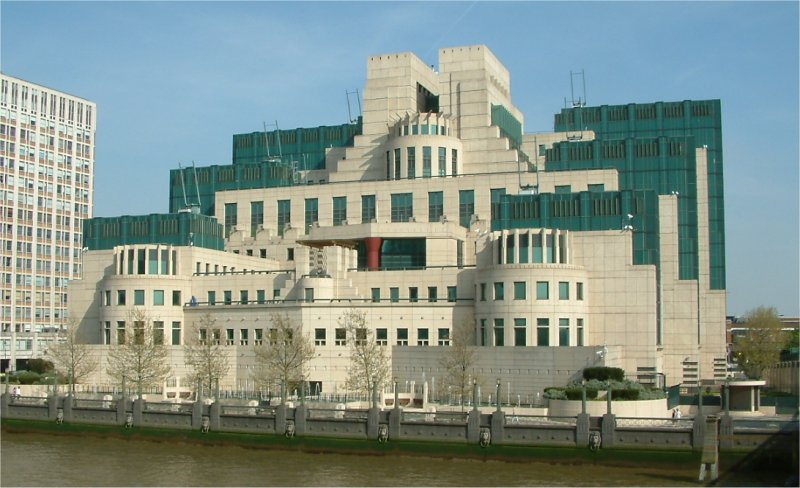
A Secret Intelligence Service épülete, Vauxhall, London